# Ретсвајлер-Нокентал
Ретсвајлер-Нокентал (њем. Rötsweiler-Nockenthal) општина је у њемачкој савезној држави Рајна-Палатинат. Једно је од 96 општинских средишта округа Биркенфелд. Према процјени из 2010. у општини је живјело 489 становника. Посједује регионалну шифру (AGS) 7134072.

## Географски и демографски подаци
Ретсвајлер-Нокентал се налази у савезној држави Рајна-Палатинат у округу Биркенфелд. Општина се налази на надморској висини од 330 метара. Површина општине износи 3,2 km². У самом мјесту је, према процјени из 2010. године, живјело 489 становника. Просјечна густина становништва износи 152 становника/km².